# (1160) Illyria
(1160) Illyria es el asteroide número 1160 situado en el cinturón principal. Fue descubierto por el astrónomo Karl Wilhelm Reinmuth desde el observatorio de Heidelberg, el 9 de septiembre de 1929. Su designación alternativa es 1929 RL. Está nombrado por Iliria, una antigua región de los Balcanes.
Illyria forma parte de la familia asteroidal de María.